# 麻布岗镇

## 概述
麻布岗镇位于广东省河源市龙川县北部，东江上游河畔，距县城90公里。全镇总面积180平方千米（2017年），其中山林面积21.6亩，耕地面积2.39万亩。1个社区下辖15个村（居）委会，总人口42306人（2017年）。

## 历史沿革
麻布岗城镇具有悠久的经商历史，明崇祯二年（1629年），由五二公孙辈王元辅、王宝山兄弟率儿孙在村民商品交易场所建店数间，清初辟为圩镇，兄弟各取名中的一字命名，故称元宝圩，后改称麻布岗圩。

## 地貌与气候
镇南北长20公里，东西宽12公里，境内西北多山地，东南多丘陵，地势自西北向东南倾斜。
东经115°15′―115°30′，北纬24°42′，属亚热带气候，常年平均气温在18.9湿度左右，最高气温34℃－38℃，最低气温－1℃－3℃，霜冻常出现在11月下旬至1月，年均降雨量1741.5毫米。

## 交通与经济
麻布岗交通四通发达，省道、县道、乡道纵横交错，贯穿本镇南北的隆江（老隆—江西）超二级水泥公路和平坦的县道、乡道，把周边乡镇和兴宁市的罗浮镇、江西省寻乌县、定南县连在一起，交通十分便利。
全镇总人口180平方千米（2017年），297个村民小组，城镇总居住人口14580人，镇域面积195平方千米（2017年），其中山地206349亩，耕地面积23850亩，全镇国内生产总值4.43亿元，工业总产值2.7亿元，农业总产值1.08亿元，农民人均年纯收入4369元。